# 249 v.Chr.
Het jaar 249 v.Chr. is een jaartal volgens de christelijke jaartelling.

## Gebeurtenissen

### Italië
- Aulus Atilius Calatinus wordt aangesteld als dictator van Rome. Hij krijgt van de Senaat het opperbevel over het Romeinse leger in Sicilië.
- De Romeinse vloot onder bevel van Publius Claudius Pulcher wordt in de Slag bij Drepana door de Carthagers vernietigd.

### Perzië
- De Parthen vestigen zich langs de rivier de Oxus in Bactrië en Sogdiana, daarbij erkennen ze de soevereiniteit van Antiochus II Theos.